# Frankrijk op het Eurovisiesongfestival 1978
Frankrijk deed in 1978 voor de tweeëntwintigste keer mee aan het Eurovisiesongfestival. In de Franse stad Parijs werd het land op 22 april vertegenwoordigd door Joël Prévost met het lied "Il y aura toujours des violons". Marie eindigde met 119 punten op de derde plaats.

## Nationale voorselectie
Zender TF1 hield twee halve finales gevolgd door een finale op 28 maart.

### Halve finales
In elke halve finale deden zeven liedjes mee, waarvan er drie naar de finale gingen. De liedjes werden gekozen via televoting.

### Halve finale 1
| Volgorde | Artiest            | Lied                             | Punten | Plaats |
| -------- | ------------------ | -------------------------------- | ------ | ------ |
| 1        | Marie Azaro        | "Sans lui"                       | 4725   | 4      |
| 2        | Jean-François Doll | "T'as l'air"                     | 4325   | 5      |
| 3        | Joël Prévost       | "Il y aura toujours des violons" | 6511   | 2      |
| 4        | Alphabet           | "Pour un train qui part"         | 3986   | 6      |
| 5        | Noëlle Cordier     | "Tombe l'eau"                    | 4932   | 3      |
| 6        | Patrick Lemaître   | "Seul"                           | 3646   | 7      |
| 7        | Jean-Paul Cara     | "Alors prends le soleil"         | 7528   | 1      |

### Halve finale 2
| Volgorde | Artiest           | Lied                               | Punten | Plaats |
| -------- | ----------------- | ---------------------------------- | ------ | ------ |
| 1        | Christian Villers | "Joue ta musique"                  | 5158   | 4      |
| 2        | Jean-Pierre Savel | "C'était pour toi"                 | 4579   | 5      |
| 3        | Violette Vial     | "Je te promets de revenir"         | 6346   | 2      |
| 4        | Malvina           | "Au revoir et peut-être à bientôt" | 5589   | 3      |
| 5        | Irvin & Indira    | "Laisse pleurer les rivières"      | 8445   | 1      |
| 6        | Caroline Grant    | "Ne m'oublie pas"                  | 4173   | 6      |
| 7        | Lilyane Davis     | "Dessine pour moi"                 | 3881   | 7      |

#### Finale
De finale vond plaats op 28 maart, het werd gepresenteerd door Evelyn Leclercq Ook hier werd de winnaar via televoting gekozen.
| Volgorde | Artiest        | Lied                               | Punten | Plaats |
| -------- | -------------- | ---------------------------------- | ------ | ------ |
| 1        | Joël Prévost   | "Il y aura toujours des violons"   | 13791  | 1      |
| 2        | Noëlle Cordier | "Tombe l'eau"                      | 2870   | 4      |
| 3        | Jean-Paul Cara | "Alors prends le soleil"           | 4896   | 3      |
| 4        | Violette Vial  | "Je te promets de revenir"         | 2621   | 5      |
| 5        | Malvina        | "Au revoir et peut-être à bientôt" | 2000   | 6      |
| 6        | Irvin & Indira | "Laisse pleurer les rivières"      | 8915   | 2      |

## In Parijs
In Parijs moest Frankrijk optreden als 6de, net na Portugal en voor Spanje. Op het einde van de puntentelling werd duidelijk dat Frankrijk  de 3de plaats had gegrepen met 119 punten.

### Gekregen punten
Frankrijk kreeg het maximaal aantal punten van 1 land. Van Nederland ontving het zes punten en van België acht.

#### Finale
| 12 punten                  | 10 punten                     | 8 punten                                                  | 7 punten             | 6 punten                            |
| -------------------------- | ----------------------------- | --------------------------------------------------------- | -------------------- | ----------------------------------- |
| - Oostenrijk               | - Duitsland - Italië - Zweden | - België - Denemarken - Griekenland - Verenigd Koninkrijk |                      | - Ierland - Nederland - Zwitserland |
| 5 punten                   | 4 punten                      | 3 punten                                                  | 2 punten             | 1 punt                              |
| - Israël - Monaco - Spanje | - Turkije                     | - Noorwegen                                               | - Finland - Portugal | - Luxemburg                         |

### Punten gegeven door Frankrijk

#### Finale
Punten gegeven in de finale:
| 12 punten | België              |
| 10 punten | Griekenland         |
| 8 punten  | Israël              |
| 7 punten  | Zwitserland         |
| 6 punten  | Denemarken          |
| 5 punten  | Ierland             |
| 4 punten  | Italië              |
| 3 punten  | Zweden              |
| 2 punten  | Verenigd Koninkrijk |
| 1 punt    | Monaco              |